# Hoa hậu Hoàn vũ 1967
Hoa hậu Hoàn vũ 1967 là cuộc thi Hoa hậu Hoàn vũ lần thứ 16 được tổ chức tại Nhà hát Thính phòng Miami Beach ở Miami Beach, Florida, Hoa Kỳ. Đêm chung kết của cuộc thi diễn ra vào ngày 15 tháng 7 năm 1967 với tổng cộng 56 thí sinh tham gia với chiến thắng thuộc về người đẹp Sylvia Hitchcock, Hoa hậu Mỹ và được trao vương miện bởi Hoa hậu Hoàn vũ 1966 Margareta Arvidsson đến từ Thụy Điển.

## Kết quả

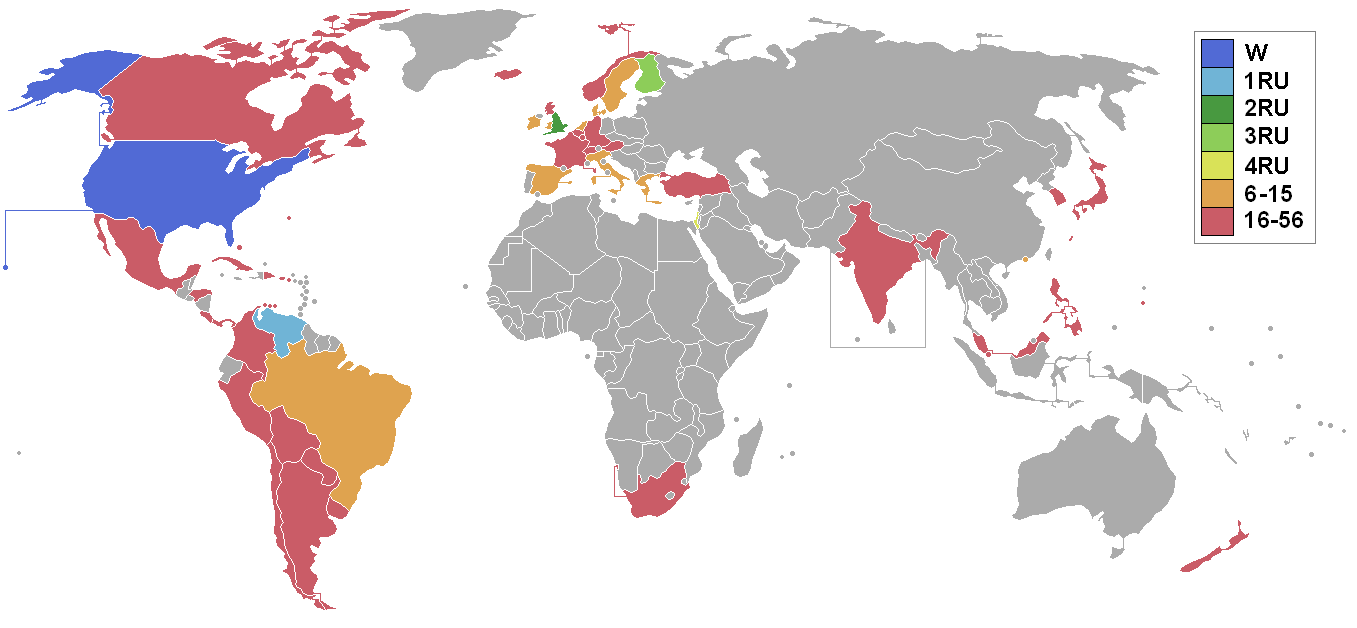
Các quốc gia và vùng lãnh thổ tham gia Hoa hậu Hoàn vũ 1967 và kết quả.

### Thứ hạng
| Kết quả              | Thí sinh |
| -------------------- | --- |
| Hoa hậu Hoàn vũ 1967 | - Hoa Kỳ – Sylvia Hitchcock † |
| Á hậu 1              | - Venezuela – Mariela Pérez |
| Á hậu 2              | - Anh – Jennifer Lewis |
| Á hậu 3              | - Phần Lan – Ritva Lehto † |
| Á hậu 4              | - Israel – Batia Kabiri |
| Top 15               | - Brazil – Carmen Ramasco - Đan Mạch – Gitte Knudsen - Hy Lạp – Elia Kalogeraki - Hà Lan – Irene Van Campenhout - Hồng Kông – Laura Roque - Ireland – Patricia Armstrong - Ý – Paola Rossi - Tây Ban Nha – Francisca Delgado Sánchez - Thụy Điển – Eva Lisa Svensson - Wales – Denise Elizabeth Page |

## Các giải thưởng đặc biệt
| Giải thưởng                 | Thí sinh                                  |
| --------------------------- | ----------------------------------------- |
| Hoa hậu Thân thiện          | - Scotland – Lena McGarvie                |
| Hoa hậu Ảnh                 | - Hy Lạp – Elia Kalogeraki                |
| Trang phục dân tộc đẹp nhất | - Brazil – Carmen Silva De Barros Ramasco |

## Hội đồng giám khảo
- Gladys Zender, Hoa hậu Hoàn vũ 1957 đến từ Peru

## Thí sinh tham gia
| - Argentina - Amalia Yolanda Scuffi - Aruba - Ivonne Maduro - Áo - Christl Bartu - Bahamas - Elizabeth Knowles - Bỉ - Mauricette Sironval - Bermuda - Cheryl Michele Smith - Bolivia - Marcela Montoya García - Bonaire - Cristina Landwier - Brazil - Carmen Silva De Barros Ramasco - Canada - Donna Marie Barker - Chile - Ingrid Vila Riveros - Colombia - Elsa María Garrido Cajiao - Costa Rica - Rosa María Fernández - Cuba - Elina Salavarría - Curaçao - Imelda Thodé - Đan Mạch - Gitte Rhein Knudsen - Cộng hòa Dominica - Jeannette Rey García - Anh - Jennifer Lynn Lewis - Phần Lan - Ritva Helena Lehto † - Pháp - Anne Vernier - Đức - Fee Von Zitzewitz - Hy Lạp - Elia Kalogeraki - Guam - Hope Marie Navarro Alvarez - Hà Lan - Irene Van Campenhout - Honduras - Denia María Alvorado Medina - Hồng Kông - Laura Arminda Da Costa Roque - Iceland - Guðrún Pétursdóttir - Ấn Độ - Nayyara Mirza | - Ireland - Patricia Armstrong - Israel - Batia Kabiri - Ý - Paola Rossi - Nhật Bản - Kayoko Fujikawa - Hàn Quốc - Hong Jung-ae - Luxembourg - Marie-Jossee Mathgen - Malaysia - Monkam Anne Lowe Siprasome - Mexico - Valentina Vales Duarte - New Zealand - Pamela McLeod - Na Uy - Gro Goskor - Okinawa - Etsuko Okuhira - Panama - Mirna Norma Castillero - Paraguay - María Eugenia Torres - Perú - Mirtha Calvo Sommaruga - Philippines - Pilar Delilah Veloso Pilapil - Puerto Rico - Yvonne Coll - Scotland - Lena MacGarvie - Singapore - Bridget Ong Mei-Lee - Nam Phi - Windley Ballenden - Tây Ban Nha - Francisca Delgado Sánchez - Thụy Điển - Eva-Lisa Svensson - Thụy Sĩ - Elsbeth Ruegger - Thổ Nhĩ Kỳ - Ayse Yelda Gurani - Uruguay - Mayela Berton Martínez - Hoa Kỳ - Sylvia Louise Hitchcock † - Venezuela - Mariela Pérez Branger - Quần đảo Virgin (Mỹ) - Gail Garrison - Wales - Denise Elizabeth Page |

## Chú ý

### Lần đầu tham gia
- Bonaire

### Trở lại
- Lần cuối tham gia vào năm 1962:
  -  Quần đảo Virgin (Mỹ)
- Lần cuối tham gia vào năm 1965:
  -  Hồng Kông
  -   Cộng hòa Dominica
  -   Mexico
  -   Uruguay

### Bỏ cuộc
- Ceylon
- Guyana
- Jamaica
- Liban
- Suriname
- Trinidad và Tobago

### Không tham gia
- Guatemala – Maria Porras Rottman

### Bị loại
Những quốc gia đã cử đại diện nhưng bị loại do không đủ yêu cầu về độ tuổi (tối thiểu 18 tuổi và tối đa 28 tuổi):
- Ecuador – Laura Elena Baquero Palacios
- Thái Lan – Prapussorn Panichkul